# Грубеша
Грубеша (крај 11. века - прва четвртина 12. века) био је српски краљ и владар Дукље, од око 1118. до око 1125. године.
У жељи да уништи све претенденте на српски престо краљ Ђорђе се окомио на Бранислављевиће, другу краљевску грану Војислављевића. Сазнавши за то, три брата Грубеша, Драгиња и Драгило беже у Драч свом стрицу Гојиславу. Међутим приликом бега, Ђорђе успева да ухвати Грубешу и да га утамничу у Скадру.
Уз помоћ византијске војске, предвођеном војсковођом Калојаном Куманом, Гојислав и његови нећаци нападоше краља Ђорђа и поразише га у одлучној бици. Изгубивши војску која је делом била или уништена или заробљена, краљ се са неколицином спасио бекством. У следећем удару Бранислављевићи уз помоћ војсковође Калојана ударише на Скадар и заузимају га. Из тамнице ослобађају Грубешу који се уз помоћ Византинаца прогласио за новог српског краља.
У међувремену Ђорђе пребеже у Рашку у којој је у изгнанству био у следећих 7 година. Његова мајка Јаквинта послата је у Цариград где је и умрла.
Грубеша је као српски краљ владао у периоду од (1118 – 1125). године, успевајући да смири и обнови земљу заморену династијском борбом. За то време Ђорђе, који је боравио у Рашкој, скупи велику војску и уз помоћ Рашког жупана Уроша I нападне Грубешу који му се у бици код Бара око 1125. године супротстави. У тој борби погину краљ Грубеша и Ђорђе Бодиновић поново преузе власт.
Краљ Грубеша сахрањен је са почастима у Барској епископији у цркви Св. Ђорђа.

## Извори и литература
Извори
- Кунчер, Драгана (2009). Gesta Regum Sclavorum. 1. Београд-Никшић: Историјски институт, Манастир Острог.
- Живковић, Тибор (2009). Gesta Regum Sclavorum. 2. Београд-Никшић: Историјски институт, Манастир Острог.
- Мијушковић, Славко, ур. (1988) [1967]. Љетопис попа Дукљанина (2. изд.). Београд: Просвета & Српска књижевна задруга.
- Mošin, Vladimir, ур. (1950). Ljetopis popa Dukljanina. Zagreb: Matica hrvatska.
- Шишић, Фердо, ур. (1928). Летопис Попа Дукљанина. Београд-Загреб: Српска краљевска академија.

Литература
- Веселиновић, Андрија; Љушић, Радош (2008). Српске династије (2. изд.). Београд: Службени гласник.
- Живковић, Тибор (2006). Портрети српских владара (IX-XII век). Београд: Завод за уџбенике и наставна средства.
- Живковић, Тибор (2006). „Дукља између Рашке и Византије у првој половини XII века”. Зборник радова Византолошког института. 43: 451—466.
- Živković, Tibor (2008). Forging unity: The South Slavs between East and West 550-1150. Belgrade: The Institute of History.
- Калић, Јованка (1981). „Српски велики жупани у борби с Византијом”. Историја српског народа. књ. 1. Београд: Српска књижевна задруга. стр. 197—211.
- Ковачевић, Јован (1967). „Од доласка Словена до краја XII вијека”. Историја Црне Горе (PDF). 1. Титоград: Редакција за историју Црне Горе. стр. 279—444.
- Ћирковић, Сима (1981). „Осамостаљивање и успон дукљанске државе”. Историја српског народа. књ. 1. Београд: Српска књижевна задруга. стр. 180—196.
- Fine, John Van Antwerp Jr. (1991) [1983]. The Early Medieval Balkans: A Critical Survey from the Sixth to the Late Twelfth Century. Ann Arbor, Michigan: University of Michigan Press.